# Lancer du marteau lourd aux Jeux olympiques de 1904
Pour un article plus général, voir Athlétisme aux Jeux olympiques de 1904.
Navigation
Anvers 1920
L'épreuve du lancer du marteau lourd (56 livres) masculin aux Jeux olympiques de 1904 s'est déroulée le 1er septembre 1904 au Francis Field à Saint-Louis aux États-Unis. Elle est remportée par le Canadien Étienne Desmarteau.

## Résultats

### Finale
| Rang               | Athlète                  | Marque     |
| ------------------ | ------------------------ | ---------- |
| Médaille d'or      | Étienne Desmarteau (CAN) | 10,46 m OR |
| Médaille d'argent  | John Flanagan (USA)      | 10,16 m    |
| Médaille de bronze | James Mitchel (USA)      | 10,13 m    |
| 4                  | Charles Henneman (USA)   | 9,18 m     |
| 5                  | Charles Chadwick (USA)   |            |
| 6                  | Ralph Rose (USA)         | 8,53 m     |